# Sergio Rodríguez Viera
Sergio Rodríguez Viera (Colonia del Sacramento, 4 d'abril de 1928 - Alacant, 6 d'abril de 1986) fou un futbolista i entrenador uruguaià. Va jugar de davanter en clubs com CD Málaga, Reial Madrid i Hèrcules CF, a la Primera Divisió d'Espanya. Com a entrenador, el seu màxim assoliment va ser l'ascens a Primera divisió amb el Reial Mallorca el 1969.

## Trajectòria
Sergio Rodríguez va debutar a la Primera Divisió d'Espanya el 5 de novembre de 1950, en un Real Valladolid-Màlaga (1-0). Com era habitual a l'època, va ser jugador-entrenador de l'Hèrcules CF en diverses ocasions. Es va fer càrrec de l'equip de manera interina no continuadament, durant les temporades 1955/56, 1965/57 i 1957/58. Posteriorment a la temporada 1966/67 va tornar a entrenar l'Hércules, i anys després faria el mateix amb l'Alacant CF o Reial Mallorca entre d'altres. A l'Alacant va ser entrenador per dues temporades des de 1973 a 1975.
Durant la temporada 1962/63 va exercir de director tècnic i feina d'entrenador de l'UD Tabernes, temporada en la qual van arribar a l'equip valencià jugadors alacantins com Chalé, Ortiz i Guayo. Durant la temporada 1964/65 va dirigir el Monòver del Grup X de Tercera divisió. Després d'un pas reeixit pel Reial Mallorca amb el qual va pujar a Primera, va entrenar l'Espanyol de Sant Vicent, Alacant, Onil, Crevillente Deportivo, CD Baza, Caravaca o Castalla. El febrer de 1986 va signar un contracte amb el Callosa Deportiva de Tercera divisió i dos meses després va morir sobtadament.
El seu germà Héctor Rodríguez també ha estat un destacat futbolista uruguaià, qui va jugar entre d'altres, al Club Nacional de Football de Montevideo.

## Clubs

### Com a jugador
| Club                    | País    | Període   | Lliga PJ (G) | Copa PJ (G) |
| ----------------------- | ------- | --------- | ------------ | ----------- |
| Rampla Juniors FC       | Uruguai | 1946-1949 |              |             |
| Stade français-Red Star | França  | 1949-1950 | 9 (5)        |             |
| Stade français-Red Star | França  | 1950-1951 | 8 (1)        |             |
| CD Málaga               | Espanya | 1950-1951 | 21 (9)       |             |
| CD Málaga               | Espanya | 1951-1952 |              |             |
| CD Málaga               | Espanya | 1952-1953 | 22 (10)      |             |
| Reial Madrid CF         | Espanya | 1953-1954 | 5 (0)        |             |
| Hèrcules CF             | Espanya | 1954-1955 | 22 (7)       |             |
| Hèrcules CF             | Espanya | 1955-1956 | 22 (3)       |             |
| Hèrcules CF             | Espanya | 1956-1957 |              |             |
| Hèrcules CF             | Espanya | 1957-1958 |              |             |
| Alacant CF              | Espanya | 1958-1959 |              |             |
| Alacant CF              | Espanya | 1959-1960 |              |             |
| Orihuela Deportiva      | Espanya | 1960-1961 |              |             |
| Alacant CF              | Espanya | 1961-1962 |              |             |

### Com a entrenador
| Club                                    | País    | Any       |
| --------------------------------------- | ------- | --------- |
| Hèrcules CF (jugador-entrenador)        | Espanya | 1955      |
| Hèrcules CF (jugador-entrenador)        | Espanya | 1957      |
| Hèrcules CF (jugador-entrenador)        | Espanya | 1958      |
| Alacant CF (jugador-entrenador)         | Espanya | 1959-1960 |
| Orihuela Deportiva (jugador-entrenador) | Espanya | 1960-1961 |
| CE Castelló                             | Espanya | 1962      |
| UD Tabernes                             | Espanya | 1962-1963 |
| Monòver CD                              | Espanya | 1964-1965 |
| Orihuela Deportiva                      | Espanya | 1965-1966 |
| Hèrcules CF (segon entrenador)          | Espanya | 1966-1967 |
| Hèrcules CF                             | Espanya | 1967-1968 |
| Reial Mallorca                          | Espanya | 1968-1969 |
| CD Espanyol de Sant Vicent              | Espanya | 1971-1972 |
| Alacant CF                              | Espanya | 1973-1975 |
| UD Onil                                 | Espanya | 1975-1978 |
| Crevillente Deportivo                   | Espanya | 1979-1981 |
| CD Baza                                 | Espanya | 1981-1982 |
| Caravaca CF                             | Espanya | 1982-1983 |
| Castalla CF                             | Espanya | 1984-1985 |
| Callosa Deportiva                       | Espanya | 1986      |